# Xã Soo, Quận Burke, Bắc Dakota
Xã Soo (tiếng Anh: Soo Township) là một xã thuộc quận Burke, tiểu bang Bắc Dakota, Hoa Kỳ. Năm 2010, dân số của xã này là 24 người.